# Revenge-Klasse
Die Revenge-Klasse, auch Royal-Sovereign-Klasse genannt, war eine Klasse von fünf Schlachtschiffen, die in den 1910er-Jahren für die Royal Navy gebaut wurden. Von den ursprünglich acht geplanten Schiffen wurden drei annulliert. Für zwei der annullierten Schiffe wurden die beiden Schlachtkreuzer der Renown-Klasse bestellt und unter Verwendung des bereits bereitgestellten Materials gebaut. Auch Namen und Dienstbezeichnungen der Schiffe wurden beibehalten.

## Entwurf
1912 herrschte in der Admiralität Uneinigkeit darüber, ob eine Klasse gebaut werden sollte, die auf der verbesserten Queen-Elizabeth-Klasse basierte, oder ob eine Rückkehr zu einem langsameren und weniger bewaffneten Schiff besser geeignet wäre. Die Schiffe müssten in Bezug auf Geschwindigkeit, Bewaffnung und Schutz mindestens gleichwertig sein. Letztendlich stellte sich heraus, dass es fast unmöglich war, einen zufriedenstellenden Entwurf für die begrenzten Spezifikationen der Admiralität zu entwickeln. Wegen der größeren Länge und der höheren Kosten kam eine Aufstockung der Bewaffnung auf neun oder zehn Kanonen nicht in Frage, aber alle waren sich einig, dass die neuen Schiffe 381-mm-Kanonen und eine Panzerung haben sollten, die der der Queen-Elizabeth-Klasse entsprach. Am 31. März 1913 genehmigte die Admiralität einen Entwurf von DNC Eustace Tennyson d'Eyncourt für ein Schiff mit acht 381-mm-Kanonen und einer Geschwindigkeit von 21 Knoten.
Da die Schiffe ursprünglich kohlebefeuerte Maschinen haben sollten und daher mehr den Schiffen der Iron-Duke-Klasse folgten als dem Antriebssystem der Queen-Elizabeth-Klasse, waren sie naturgemäß langsamer als diese. Mit der Rückkehr von Lord „Jackie“ Fisher wurde der Entwurf jedoch auf reine Ölfeuerung umgestellt, wodurch sich die Leistung auf 40.000 SHP bei 23 Knoten erhöhte.
Neben einer stärkeren Gürtelpanzerung als die Queen-Elizabeth-Klasse hatte die Revenge-Klasse ein höher angesetztes Hauptpanzerdeck und generell eine etwas stärkere Deckspanzerung. Zum Schutz gegen Torpedos und Minen wurden die Schiffe als erste der britischen Marine kurz vor oder nach ihrer Indienststellung mit Torpedowülsten ausgerüstet, was mit dafür verantwortlich ist, dass die Schiffe nie ihre Konstruktionsgeschwindigkeit erreichten.

## Geschichte

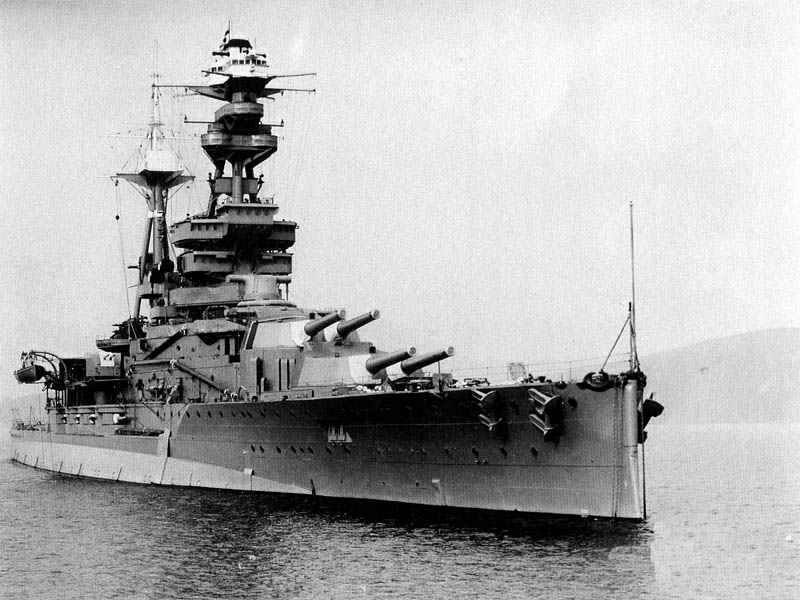
Die Royal Oak im Jahr 1937

Drei der Schiffe kamen noch im Ersten Weltkrieg zum Einsatz. Die Revenge und die Royal Oak nahmen an der Skagerrakschlacht teil und erlitten dabei keine Beschädigungen. Die Royal Sovereign konnte wegen eines technischen Defekts nicht teilnehmen.
Nach den Erfahrungen der Skagerrakschlacht wurde die Horizontalpanzerung über den Munitionskammern um 25 mm verstärkt.
In der Zwischenkriegszeit wurden die Schiffe nur wenig modifiziert. In erster Linie wurden als Einrichtungen für den Bordflugzeugbetrieb Katapulte und Kräne an Bord gegeben sowie die Flak verstärkt. Außerdem wurden teilweise die Torpedowulste vergrößert. Bei keinem der Schiffe wurde die Antriebsanlage modernisiert. Allein bei der Royal Oak wurde in einem größeren Umbau 1934 bis 1936 der Horizontalpanzer um 4 Zoll (10,2 cm) über den Munitionskammern und 2,5 Zoll (6,4 cm) über den Maschinenräumen verstärkt.
Im Zweiten Weltkrieg übernahmen die langsamen Schiffe daher eher Hilfsaufgaben. Diese bestanden hauptsächlich in der Eskorte von Geleitzügen und später in der Feuerunterstützung bei Landeoperationen. Ihre Verfügbarkeit für diese Aufgaben entlastete die modernen Schlachtschiffe. Diese waren darüber hinaus zu wertvoll, um sie bei Landungen dem Feuer der Küstenbatterien auszusetzen.
Die HMS Royal Oak ist das bekannteste Schiff der Klasse, denn sie wurde am 14. Oktober 1939 Opfer des in den Hafen von Scapa Flow eingedrungenen deutschen U-Bootes U 47. Dies war das einzige verlorengegangene Schiff der Revenge-Klasse. Alle weiteren Schiffe der Klasse wurden nach dem Krieg außer Dienst gestellt und in England oder Schottland abgewrackt.

## Technik
Die Schiffe hatten eine Länge zwischen den Loten von 176,90 eine Kielwasserlinie von 187,30 m und eine Gesamtlänge von 189,20 m. Die Schiffe waren 27 m breit und hatten einen Tiefgang von 10 m. Die Verdrängung lag 1913 zwischen 28.000. tn.l. und 31.200 tn.l. und nach Umrüstungen ab 1939 zwischen 32.066 tn.l. und 33.732 tn.l.

### Antrieb
Die Schiffe waren mit vier Parsons-Turbinen ausgestattet, die jeweils eine Welle antrieben und insgesamt 40.000 Shp (29.420 kW) entwickelten, mit der die Schiffe eine Höchstgeschwindigkeit von 23 Knoten (43 km/h) erreichten. Der Dampf wurde von achtzehn Babcock & Wilcox-Wasserrohrkesseln mit einem Arbeitsdruck von 16 bar geliefert. Die Schiffe konnten maximal 3.454 t Heizöl mitführen, was ihnen bei 10 Knoten (19 km/h) eine Reichweite von 7.000 Seemeilen (13.000 km) ermöglichte. Die Besatzungen der Schiffe bestanden aus ca. 1000 Offizieren und Mannschaften.

### Bewaffnung
Die Hauptbewaffnung bestand aus acht 381-mm-Geschützen auf Mk-I-Lafetten mit einem Gewicht von 782 t in vier Zwillingstürmen, zwei vor und zwei hinter den Aufbauten, mit der Bezeichnung A, B, X, und Y (von vorn nach achtern). Die Kanonen selbst wogen 101 t und hatten bei einer maximalen Elevation von 30 Grad und einer Mündungsgeschwindigkeit von 404 m/s eine Reichweite von 26.520 m. Sie verschossen die 871 kg schweren panzerbrechenden Granaten mit einer Kadenz von zwei Schuss pro Minute. Die Sekundärbewaffnung bestand aus vierzehn 152-mm-Kanonen auf Mk-PIX-Lafetten mit einem Gewicht von 13 t. Die Geschütze selbst wogen 7 t und hatten bei einer maximalen Elevation von 40 Grad und einer Mündungsgeschwindigkeit von 853 m/s eine Reichweite von 19.660 m. Zwölf davon befanden sich in Kasematten mittschiffs sechs auf jeder Breitseite. Die verbliebenen zwei befanden sich auf dem Schutzdeck. Zur Verteidigung gegen Torpedoboote hatten sie vier 47-mm-Schnellfeuergeschütze installiert und für die Flugabwehr standen zwei 76-mm-20-cwt-Schnellfeuergeschütze zur Verfügung. Außerdem waren alle Schiffe mit vier 533-mm-Unterwasser-Torpedorohren ausgestattet. Zwischen 1924 und 1925 wurden sämtliche 76-mm-Flak durch 101-mm-Schnellfeuergeschütze ersetzt. 1932 erhielten die Schiffe dann mehrere 40-mm-2-Pfünder „pom-pom“ in 8-fach-Lafetten auf erhöhten Plattformen an Back- und Steuerbord auf Höhe des Schutzdecks achtern. 1935 kamen mehrere 12-mm-Flugabwehrgeschütze in 4-fach-Lafetten an Back- und Steuerbord hinter dem Kommandoturm hinzu. Ab 1941 erhielten die Schiffe dann mehrere Oerlikon-20-mm-Maschinenkanonen und 1942 kamen weitere hinzu.

### Sensoren, Feuerleitanlage
Die Schiffe waren mit zwei Feuerleitrechnern ausgestattet, von denen sich einer über dem Kommandoturm und der andere im Ausguck des Fockmasts befand. Der Feuerleitrechner im Ausguck wurde ab 1931 und der Feuerleitrechner über dem Kommandoturm ab 1938 durch ein Steilwinkel-Feuerleitsystem (engl. HACS) ersetzt. Bis 1945 erhielten alle Schiffe für die Hauptbewaffnung ein Typ-284-Feuerleitradar mit einer Wellenlänge von 50 cm und einer Reichweite von 10 Seemeilen (18,5 km). Für die Sekundärbewaffnung stand ein Feuerleitradar Typ 285 zur Verfügung. Dieses hatte eine Wellenlänge von 50 cm und eine Bandbreite von 18° (horizontal) 43° (vertical). Die Reichweite betrug 8,5 Seemeilen (16 km).

### Panzerung
Die Schiffe hatten einen Panzergürtel aus Krupp-Zementstahl. Er streckte sich von der A-Barbette bis zur Y-Barbette und war mittschiffs 330 mm dick. Davor und dahinter verjüngte er sich auf 102 mm. Darüber verlief ein 152 mm dicker Plankengang der sich von der A-Barbette bis zur X-Barbette erstreckte und in 152-mm-Querschotten endete. Die Geschütztürme waren mit 279 bis 330 mm Panzerung an den Seiten und mit 127 mm auf dem Dach geschützt. Die Barbetten waren über dem Oberdeck zwischen 152 und 254 mm dick und darunter zwischen 101 und 152 mm. Die Deckspanzerung war ähnlich wie bei der Queen-Elizabeth-Klasse mit einer zusätzlichen 51-mm-Deckspanzerung auf dem Hauptgürtel in Höhe des Hauptdecks. Der Kommandoturm war rundherum mit 330 mm gepanzert und hatte ein 76 mm dickes Dach. Der hintere Kommandoturm war rundherum mit 152 mm geschützt. Zum Schutz gegen Unterwasserexplosionen waren die Schiffe mit 38-mm-Torpedoschotten ausgestattet, die vom vorderen bis zum hinteren Magazin verliefen und ab 1921 erhielten die Schiffe einen Torpedowulst, der sich zwischen der vorderen und hinteren Barbette erstreckte.

## Schiffe der Klasse

### Royal Sovereign
- 15. Januar 1914 Kiellegung
- 29. April 1915 Stapellauf
- 18. April 1916 Indienststellung
- April 1916–April 1919 Grand Fleet
- April 1919–Januar 1921 Atlantic Fleet
- Januar 1921–September 1922 Reserve in Portsmouth
- 3. Oktober 1922–Dezember 1926 Atlantic Fleet
- Dezember 1926–April 1935 Mittelmeer-Flotte
- April 1935–Oktober 1939 Home Fleet
- Oktober 1939–Mai 1940 North Atlantic Escort Force
- Mai 1940–August 1940 Mittelmeer-Flotte
- Dezember 1940–August 1941 North Atlantic Escort Force
- Oktober 1941–November 1943 Eastern Fleet
- 30. Mai 1944–9. Februar 1949 sowjetische Nordflotte als (Archangelsk)
- 5. April 1949 zum Abwracken verkauft.[13]

### Revenge
- 22. Dezember 1913 Kiellegung
- 29. Mai 1915 Stapellauf
- 1. Februar 1916 Indienststellung
- Februar 1916–April 1919 Grand Fleet
- April 1919–Januar 1928 Atlantic Fleet
- 2. Januar 1929–Februar 1936 Mittelmeer-Flotte
- 1. Juni 1937–August 1939 Home Fleet
- August 1939–Oktober 1939 Channel Force
- Oktober 1939–August 1940 North Atlantic Escort Force
- August 1940–November 1940 Plymouth Command
- November 1940–August 1941 North Atlantic Escort Force
- August 1941–September 1943 Eastern Fleet
- September 1943–November 1943 Reserve
- Januar 1944–Dezember 1944 Portsmouth Command
- 17. Dezember 1944–Juli 1948 Ausbildungseinrichtung Imperieuse
- Juli 1948 zum Abwracken verkauft.[14]

### Ramillies
- 12. November 1913 Kiellegung
- 2. Juni 1916 Stapellauf
- 1. September 1917 Indienststellung
- April 1919–August 1927 Atlantic Fleet
- August 1927–Juni 1932 Mittelmeer-Flotte
- Juli 1935–Februar 1939 Home Fleet
- Oktober–November 1939 Mittelmeer-Flotte
- November 1939–Mai 1940 East Indian Fleet
- Mai 1940–November 1940 Mittelmeer-Flotte
- Dezember 1941–Dezember 1943 Eastern Fleet
- Januar 1944–Januar 1945 Home Fleet
- 31. Januar 1945–Dezember 1947 Reserve
- 20. Februar 1948 zum Abwracken verkauft[15]

### Royal Oak
- 15. Januar 1914 Kiellegung
- 17. November 1914 Stapellauf
- 1. Mai 1916 Indienststellung
- 14. Oktober 1939 durch U 47 versenkt

### Resolution
- 29. November 1913 Kiellegung
- 14. Januar 1915 Stapellauf
- 30. Dezember 1916 Indienststellung
- Mai 1948 in Faslane-on-Clyde abgewrackt